# Steingrímur Jónsson

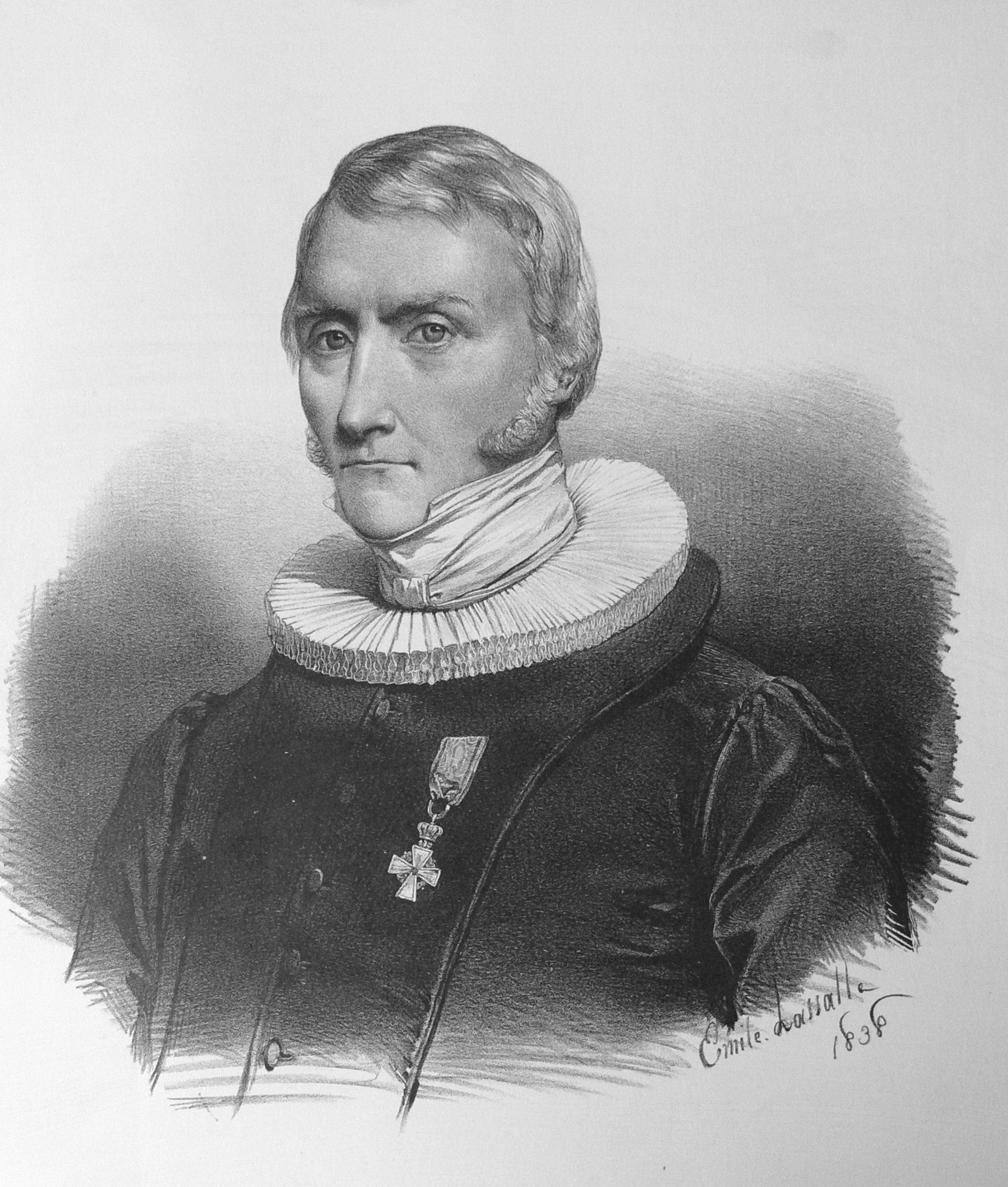
Steingrímur Jónsson.

Steingrímur Jónsson, född 14 augusti 1769, död 14 juni 1845, var en isländsk biskop.
Steingrímur blev student 1788, var under många år huslärare hos biskop Hannes Finnsson, blev candidatus theologiae 1803, var 1805–1810 lektor vid latinskolan på Bessastaðir, därefter präst och från 1824 biskop över Island. Han genomdrev att ett biskopligt residens, till en betydande kostnad, uppfördes på Laugarnes, omkring 3,5 km från Reykjavik. Steingrímur var en praktisk administratör och en duktig lärare. Han ägnade sig även åt genealogi och personhistoria och efterlämnade omfattande genealogiska manuskript.